# Lisbon (Dakota del Nord)
Lisbon è un centro abitato (city) degli Stati Uniti d'America, capoluogo della Contea di Ransom nello Stato del Dakota del Nord. Nel censimento del 2000 la popolazione era di 2.292 abitanti. La città è stata fondata nel 1880.

## Geografia fisica
Secondo i rilevamenti dell'United States Census Bureau, la località di Lisbon si estende su una superficie di 5,80 km², tutti occupati da terre.

## Popolazione
Secondo il censimento del 2000, a Lisbon vivevano 2.292 persone, ed erano presenti 571 gruppi familiari. La densità di popolazione era di 393 ab./km². Nel territorio comunale si trovavano 1.017 unità edificate. Per quanto riguarda la composizione etnica degli abitanti, il 98,65% era bianco, lo 0,04% era afroamericano, lo 0,39% era nativo, lo 0,26% proveniva dall'Asia e lo 0,65% apparteneva a due o più razze. La popolazione di ogni razza ispanica corrispondeva allo 0,44% degli abitanti.
Per quanto riguarda la suddivisione della popolazione in fasce d'età, il 21,9% era al di sotto dei 18, il 6,2% fra i 18 e i 24, il 23,7% fra i 25 e i 44, il 21,6% fra i 45 e i 64, mentre infine il 26,7% era al di sopra dei 65 anni di età. L'età media della popolazione era di 44 anni. Per ogni 100 donne residenti vivevano 104,8 maschi.